# Asociación Nacional Indígena de Chile
La Asociación Nacional Indígena de Chile (ANI) fue una organización mapuche activa entre 1953 y 1961. Mantuvo un estrecho vínculo con el Partido Comunista de Chile, que a través de la ANI buscó acercar las posiciones indígenas con las de otros sectores populares del país. Su principal líder fue Martín Painemal.

## Antecedentes
En las primeras décadas del siglo XX surgieron las primeras organizaciones indígenas del país, destacando la Sociedad Caupolicán (1910) y la Sociedad Mapuche de Protección Mutua (1916). Ambas organizaciones desarrollaron vínculos con el Partido Demócrata, principal partido de trabajadores de la época, pero limitaron sus demandas a temas relacionados con la realidad del pueblo mapuche. Esta situación cambia a partir de 1922, cuando desde la Sociedad Mapuche de Protección Mutua se levanta la Federación Araucana, que junto con mantener sus vínculos demócratas, estrecha lazos con la Federación Obrera de Chile y el Partido Comunista. Esta organización llega a plantear, en 1931, la idea de una República Indígena vinculada a la toma del poder por parte del proletariado, aunque luego es una idea que pierde fuerza, en la medida que la Federación también decae dentro del mundo mapuche a partir de 1935.
En 1937 surge el Frente Único Araucano (FUA), liderado por Gregorio Seguel y Andrés Chihuailaf, que se presentó como una alternativa de izquierda desde el mundo mapuche, y que buscaba representar sus intereses en el marco del Frente Popular chileno. Esta organización, sin embargo, declina con la muerte de Pedro Aguirre Cerda en 1941.
Luego de la desaparición del FUA, y hasta mediados de la década de 1950, la Corporación Araucana se conforma como la principal organización del mundo mapuche, y desde una perspectiva de autonomía política y con influencias corporativistas, desarrolla vínculos con el ibañismo y otros sectores conservadores.

## Historia

### Fundación y primeros años
En diciembre de 1953 se crea la Asociación Nacional Indígena de Chile (ANI), en el marco del "Primer Congreso Nacional Mapuche". Sin embargo, la organización de este evento, así como los principales lineamientos de la organización, ya se venían anunciando desde 1952 a través de las páginas de El Siglo, diario oficial del Partido Comunista. Como principal líder se erigio a Martín Painemal, quien anteriormente había pertenecido al Frente Único Araucano. En un inicio participaron también miembros de la Sociedad Galvarino de Santiago, los que sin embargo se retiraron al poco andar, producto de la derrota de sus demandas de independencia política y exclusión de no-mapuches de la organización. Entre los referentes intelectuales de esta organización se citó a Manuel Aburto Panguilef, antiguo líder de la Federación Araucana, así como a Luis Emilio Recabarren, fundador del Partido Comunista.
La ANI buscaba superar la hegemonía de la Corporación Araucana de Venancio Coñuepán, a la que se consideraba ineficaz para resolver los problemas de la población indígena del país. En particular, se le criticaba su aproximación étnica al problema indígena, donde sólo los mapuches tenían cabida, y que se negaba a articular sus demandas con una lectura más amplia de la realidad social. Frente a ello, la ANI buscaba integrar a los mapuches con otros sectores populares del país, en particular los campesinos pobres, en el marco de una lectura de la realidad chilena basada en la lucha de clases. En este sentido, la ANI adhirió también a la Central Única de Trabajadores, principal organización sindical del país.
En relación con las demandas indígenas, la ANI centró sus demandas en torno a la restitución de las tierras usurpadas, el fin del asentamiento de nuevos colonos no-mapuches, y la conformación de cooperativas agrícolas indígenas. Junto a ello, se sumaron otras demandas de política nacional, como la derogación de la ley de defensa permanente de la democracia, el desahucio del Pacto de Ayuda Militar (PAM, 1952) con Estados Unidos y la nacionalización de los recursos naturales.

### Integración en el movimiento campesino
En 1961 la ANI se integra, junto con la Federación Industrial de Trabajadores Agrícolas y la Asociación Nacional de Agricultores, en la Federación Nacional Campesina e Indígena de Chile, logrando su objetivo de canalizar las demandas mapuches hacia una confluencia con otros sectores populares del país. Esta organización se caracteriza por una intensa actividad de agitación en favor de tomas de tierras en las provincias de Cautín y Valdivia, aunque a partir de 1966 se orienta mayormente al problema de la tierra de los campesinos de la zona central.
El 8 de mayo de 1968, en base a la nueva Ley de Sindicalización Campesina N°16.625, la Federación se constituyó como la Confederación Nacional Sindical Campesina e Indígena Ranquil. Esta organización se mantuvo vinculada al Partido Socialista y el Partido Comunista y se convirtió en una de las principales organizaciones campesinas del país durante el gobierno de la Unidad Popular. Su actividad se redujo drásticamente luego del golpe de Estado de 1973, y se le declaró ilegal en octubre de 1978. La nueva regulación sindical enmarcada en el Plan Laboral de 1979 le permitió volver a rearticularse, aunque en términos muy reducidos frente a su historia pasada. Bajo esta figura sigue existiendo en la actualidad.